# Promenesta autampyx
Promenesta autampyx är en fjärilsart som beskrevs av Edward Meyrick 1925. Promenesta autampyx ingår i släktet Promenesta och familjen plattmalar. Inga underarter finns listade i Catalogue of Life.